# Kiimavaara
Kiimavaara är en kulle i Finland. Den ligger i Pello kommun i landskapet Lappland, i den norra delen av landet, 700 km norr om huvudstaden Helsingfors. Toppen på Kiimavaara är 221 meter över havet, eller 78 meter över den omgivande terrängen. Bredden vid basen är 2,3 km.
Terrängen runt Kiimavaara är huvudsakligen platt. Runt Kiimavaara är det mycket glesbefolkat, med 2 invånare per kvadratkilometer. Närmaste större samhälle är Pello kyrkoby, 15,0 km söder om Kiimavaara. 